# Andreas Brecht von Brechtenberg
Andreas Brecht von Brechtenberg, magyaros írásmóddal Brechtenberg András (Brecht András) (Medgyes, 1805. március 20. – Buda, 1842. augusztus 18.) erdélyi szász költő.

## Élete
Medgyesen volt történelem és irodalomtanár. 

## Munkái
- Schmetterling. Taschenbuch auf Reisen und Spaziergängen. Kassa, 1828.
- Tausend und eine Grille über verschiedene Gegenstände. Kassa, 1830.
- Lyrisch-didaktisches Blumenkränzchen. Nagyszeben, 1834.
- Willkommen oder Festgedicht bei der Ankunft sr. kön. Hoheit des Erzh. Ferdinand von Oesterreich Este im Jahre 1836. Nagyszeben
- Das Lied von der Pfarrerin. Parodie auf Schillers Lied von der Glocke. Nagyszeben, 1835.
- Sonnenblumen. Nagyszeben, 1837.
- Herbstlieder. Brassó, 1837.
- Gedankenblitze oder Stegreif-Dichtungen. Brassó, 1838.
- Christian Heyser's Todtenfeyer. Trauercanzone in dramatischer Form. Brassó, 1839.
- National-Palladium der Ungarn und Erinnerung an Pesth und Ofen in dreissig poetischen Bildern. Pest, 1840. (A verseskötet 500 példányának a bevételét felajánlotta a tűzvész sújtotta Baja megsegítésére.)[1]
- Das Lied vom «Männerherzen» Humor. Gedicht. Buda, 1841.
- Thränen des Schmerzes am Sarge Ihrer k. k. Hoheit der Erzh. Hermine. Buda, 1842.

Kéziratban maradt munkáit Trausch fölsorolja.
Verseket írt a bécsi német lapokba és Medgyes leírását közölte a Blätter für Geist című lapban (1838.)